# I Sell the Dead
I Sell the Dead è un film horror del 2008, diretto dall'esordiente Glenn McQuaid.
La trama ruota attorno ad un tombarolo dell'era vittoriana che si trova a riflettere sui crimini che ha commesso lungo la sua vita; tra i principali interpreti figurano Dominic Monaghan, Ron Perlman, Larry Fessenden e Angus Scrimm.